# Flavone

struttura molecolare del flavone e numerazione d'anello

I flavoni sono una sottoclasse di composti chimici di origine naturale appartenenti alla classe dei flavonoidi. La struttura chimica è basata su uno scheletro C15 di atomi di carbonio composto da due anelli aromatici ed uno eterociclico; un anello aromatico (anello A) risulta condensato con l'eterociclico (anello C) ed il terzo (anello aromatico B) collegato all'anello C in posizione 2.
Dei fenoli sono la classe più numerosa, contando diverse centinaia solo come aglicone, tanto che spesso ci si riferisce ai flavoni con il termine flavonoidi comprendendo anche gli isoflavonoidi. Sono presenti perlopiù nella forma glicosidica.

## Distribuzione
Hanno distribuzione molto ampia in tutto il mondo vegetale ad eccezione di alghe e licheni; non se ne trovano neanche in batteri; occasionalmente nei funghi. Molto comuni generalmente in famiglie erbacee come Lamiaceae, Apiaceae e Asteraceae.
L'apigenina (Apium graveolens, Petroselinum crispum) e la luteolina (Equisetum arvense) sono particolarmente comuni nelle foglie, ma si trovano anche in radici, corteccia e fiori.

## Sintesi chimica
In laboratorio esistono molteplici metodi di sintesi per i flavoni:
- reazione di Allan-Robinson
- sintesi di Auwers
- riarrangiamento di Baker-Venkataraman
- reazione di Algar-Flynn-Oyamada
- Un altro metodo consiste nella ciclizzazione di certi substrati 1,3-diaril-dichetoni[1]; la particolarità dello studio risiede nel fatto che si usino liquidi ionici come solventi di reazione e microonde per la reattività.

- riarrangiamento di Wessely-Moser

Il riarrangiamento di Wessely-Moser (1930) è stato un importante strumento nella delucidazione dei flavonoidi. Esso coinvolge la conversione di 5,7,8-trimetossiflavone in 5,6,7-triidrossiflavone con idrolisi dei gruppi metossilici in gruppi fenolici. Recentemente è stato riscoperto anche come metodo di sintesi:
Il riarrangiamento avviene in differenti passaggi mostrati dagli step A, B, C.

## Sottogruppi dei flavoni
Oltre ai Flavoni stessi, in funzione delle modifiche strutturali della molecola si identificano i seguenti sottogruppi:
- Antocianine
- Auroni
- Calconi
- Diidrocalconi
- Flavani
- Flavan-3-oli
- Flavan-4-oli
- Flavan-3,4-dioli
- Flavonolignani
- Flavanoni
- Flavonoli
- Flavoroli
- Peltoginoidi

I Flavoni si distinguono dagli Isoflavoni e dagli Neoflavoni per la differente struttura chimica.